# Fight of the Wild Stallions
Fight of the Wild Stallions ist ein US-amerikanischer Kurzfilm, der am 24. Dezember 1947 erschien. Erzähler ist Ben Grauer.

## Handlung
In der Red Desert von Wyoming leben zahlreiche Wildpferdherden. In einer solchen Herde kommt es zum erbitterten Kampf zwischen einem schwarzen Mustang und einem Palomino, den der Palomino gewinnt. Er leitet die Herde weiterhin. Die Herde wird von Frank Robbins beobachtet, der Wildpferdherden einfängt und die Tiere zum Beispiel für Rodeos nutzt, sie aber auch zähmen lässt und an Farmer verkauft. Wilde Pferdeherden gelten als Plage, da sie Weideland zerstören.
Frank Robbins baut mit seinen Mitarbeitern ein Gehege für Wildpferde auf, präpariert einen Pfad, den die Pferde nutzen sollen und lässt wenig später die Herde per Leichtflugzeug zusammentreiben und in die vorbereiteten Gehege treiben. Sie werden dort teilweise separiert, nachdem der Kampf zwischen dem Mustang und dem Palomino um die Vorherrschaft in der Herde erneut begonnen hat. Stuten bleiben mit ihren Fohlen zusammen, die Hengste werden mit einem Brandzeichen versehen, teilweise zugeritten oder aber unzugeritten beim Rodeo gezeigt. Zahlreiche Rodeoszenen, in denen stets der Hengst den Reiter nach kürzester Zeit abwirft, folgen. Der Kampf der Wildpferde ist für die gefangene Herde jedoch umsonst.

## Auszeichnungen
Fight of the Wild Stallions wurde 1948 für einen Oscar in der Kategorie „Bester Kurzfilm (zwei Filmrollen)“ nominiert, konnte sich jedoch nicht gegen Climbing the Matterhorn durchsetzen.